# حي مأمن الله

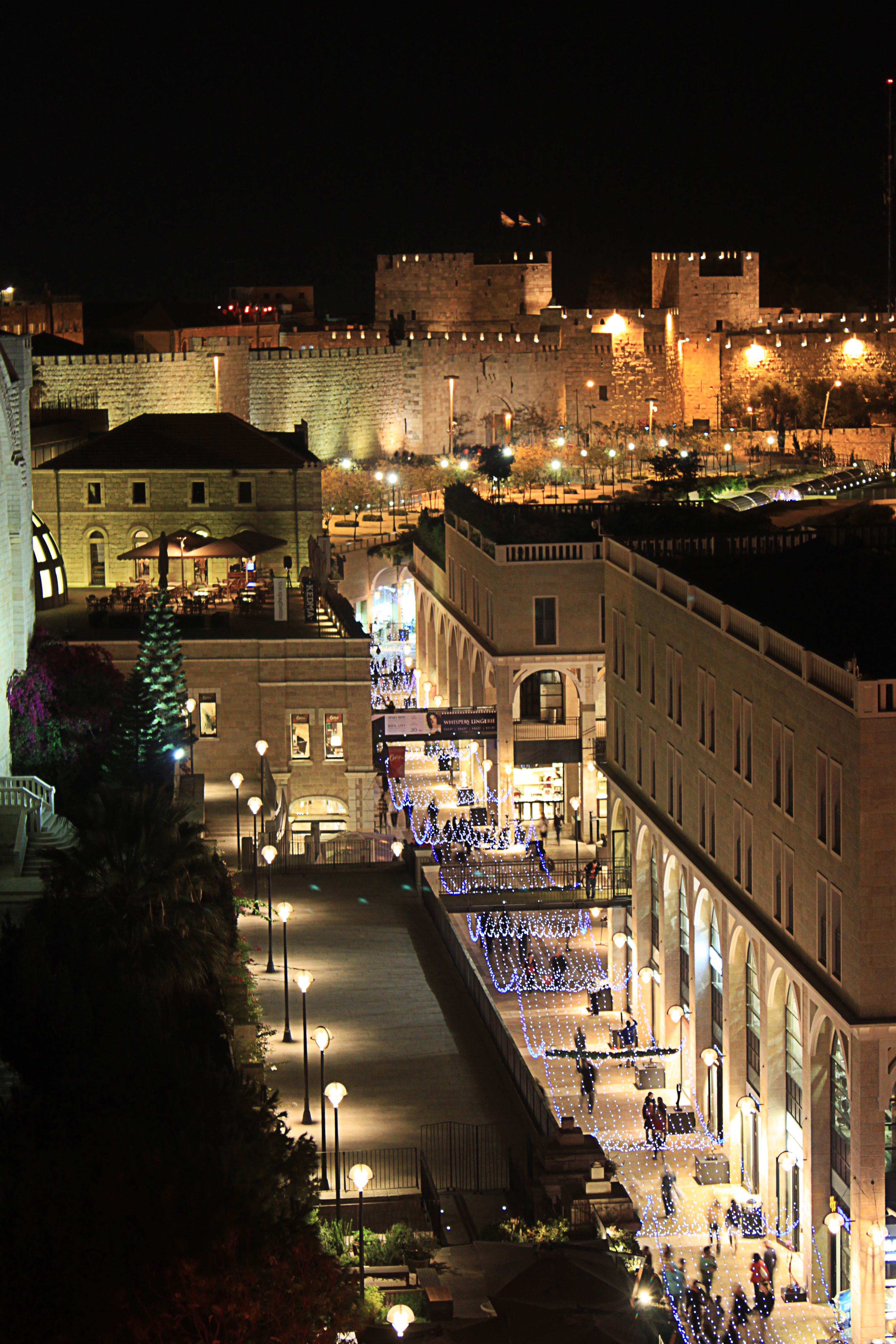
شارع مأمن الله، 2011.

حي مأمن الله ويُطلق عليه أيضاً ماميلا (بالعبرية: ממילא) حسب التسمية اليهودية، هو حَي يقع في القدس، تأسس في أواخر القرن التاسع عشر خارج البلدة القديمة، غرب باب الخليل. إلى حدود عام 1948 كانت مأمن الله منطقة أعمال يهودية-عربية مختلطة. بين عامي 1948 و1967، كان الحي يقع على طول خط الهدنة بين القطاع الذي تسيطر عليه إسرائيل والأردن في المدينة، وقد دُمِّرت العديد من المباني بسبب القصف الأردني. وافقت الحكومة الإسرائيلية على مشروع تجديد حضري لمنطقة مأمن الله، حيث تم تخصيص الأراضي للمناطق السكنية والتجارية، بما في ذلك الفنادق والمكاتب، واُفتتح بها مول مأمن الله في عام 2007.

## الجغرافيا

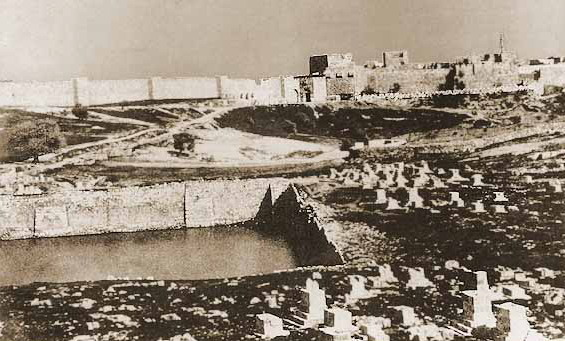
بركة مأمن الله، منتصف القرن التاسع عشر.

يقع حي مأمن الله داخل الامتداد الشمالي الغربي لوادي جيهينا، الذي يمتد من الركن الجنوبي الغربي من البلدة القديمة على طول الجدار الغربي للمدينة. يحد الحي باب الخليل وشارع يافا إلى الشرق، أما في الشمال، فيحده وسط المدينة وحي رحافيا الواقع فوقها من الغرب، وحَدَب يمين موشيه على طول الجنوب الغربي. تبلغ مساحة الحي الكلية 120 دونم (0.12 كيلومتر مربع (0.05 ميل مربع)).

## التاريخ

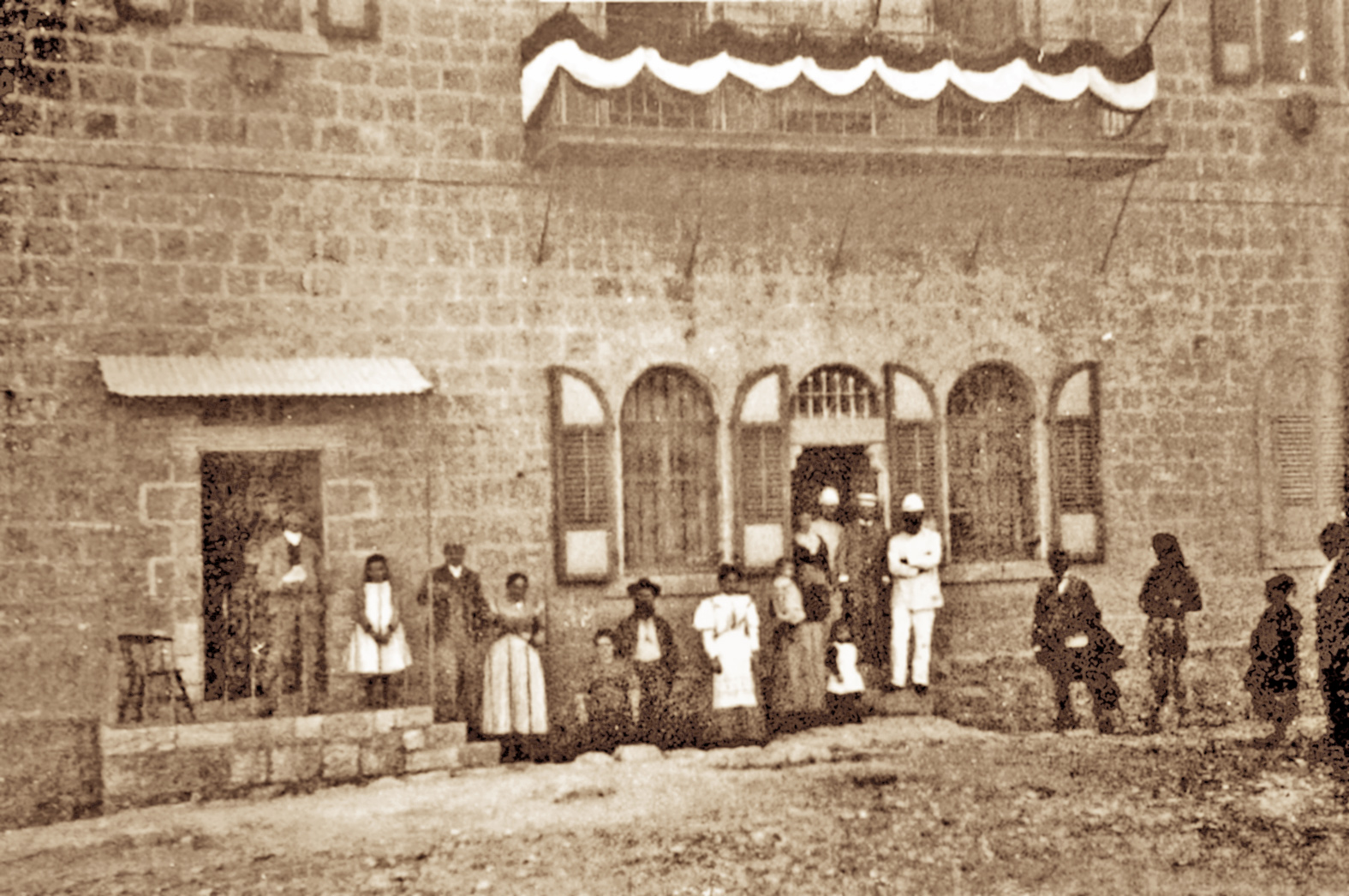
ثيودور هرتزل خارج بيت ستيرن، 1898.

### الفترة الرومانية
يُرجح أن تكون بركة مأمن الله الجافة التي تبلغ طاقتها الاستيعابية 30 ألف متر مكعب، قد بُنيت من قبل هيرودس الأول. وترتبط قناة تحت الأرض ببركة البطرك، التي تقع داخل أسوار المدينة وعلى مقربة من قصر هيرودس الملكي. ومن المعروف أن هيرودس قام ببناء بركة الأبراج (التي تماثل على الأرجح بركة البطرك) وبركة الثعبان (بركة السلطان)، والتي كانت تصب فيها قنوات المياه القادمة من بركة مأمن الله.

### الفترة البيزنطية
تم توثيق مذبحة المسيحيين خلال الغزو الفارسي عام 614 لبركة مأمن الله، التي نسبها مؤرخ مسيحي إلى الانتقام اليهودي بعد سنوات من القمع البيزنطي، من خلال اكتشاف أثري في كنيسة تضم مئات الهياكل العظمية البشرية لسكان المدن من الجنسين من سن مبكرة نسبياً. تم تغطية موقع المصلى الآن من قبل موقف سيارات مول مأمن الله.

### الفترة الصليبية
يمكن رؤية التوابيت الحجرية المنحوتة بالحجارة من الفترة الصليبية غرب بركة مأمن الله بين مقابر مقبرة مأمن الله التاريخية، وربما بقايا مقبرة شرائع أوغسطينوس في كنيسة القبر المقدس.

### الفترة المملوكية
يقع بالمنطقة الضريح المتقن للأمير علاء الدين آدغدي بن عبد الله الكوبكي، الذي تُوفي في القدس عام 1289، ويُعرف باسم تربة الكوبياكية.

### الفترة العثمانية
في أواخر القرن التاسع عشر كانت المنطقة المحيطة بأسوار البلدة القديمة جرداء ومتخلفة، لم يُلاحظ فيها إلا تقاطع الطرق الذي سيصبح فيما بعد شارع يافا والطريق السريع المؤدي إلى يافا، مع الطريق السريع المؤدي إلى الخليل خارج باب الخليل. وكان من بين البنايات الأولى في المنطقة تكية سانت فنسنت دي بول، وهو جزء من المجمع الفرنسي. تم تطوير المبنى في وقت مبكر كامتداد للسوق المجاور على طول أسوار المدينة عند باب الخليل كحي للتجار والحرفيين، وأصبح منزلاً للتجارة والمساكن التي لا يمكن العثور فيها على غرفة داخل البلدة القديمة المكتظة، والعديد من الأعمال الحديثة البارزة في القدس، مثل فندق فاست، الذي بُني هنا أولاً. في عام 1908، أقامت السلطات العثمانية برج ساعة فوق باب الخليل، لكن البريطانيين قاموا بإزالته بعد عقد من الزمن.

### فترة الانتداب البريطاني

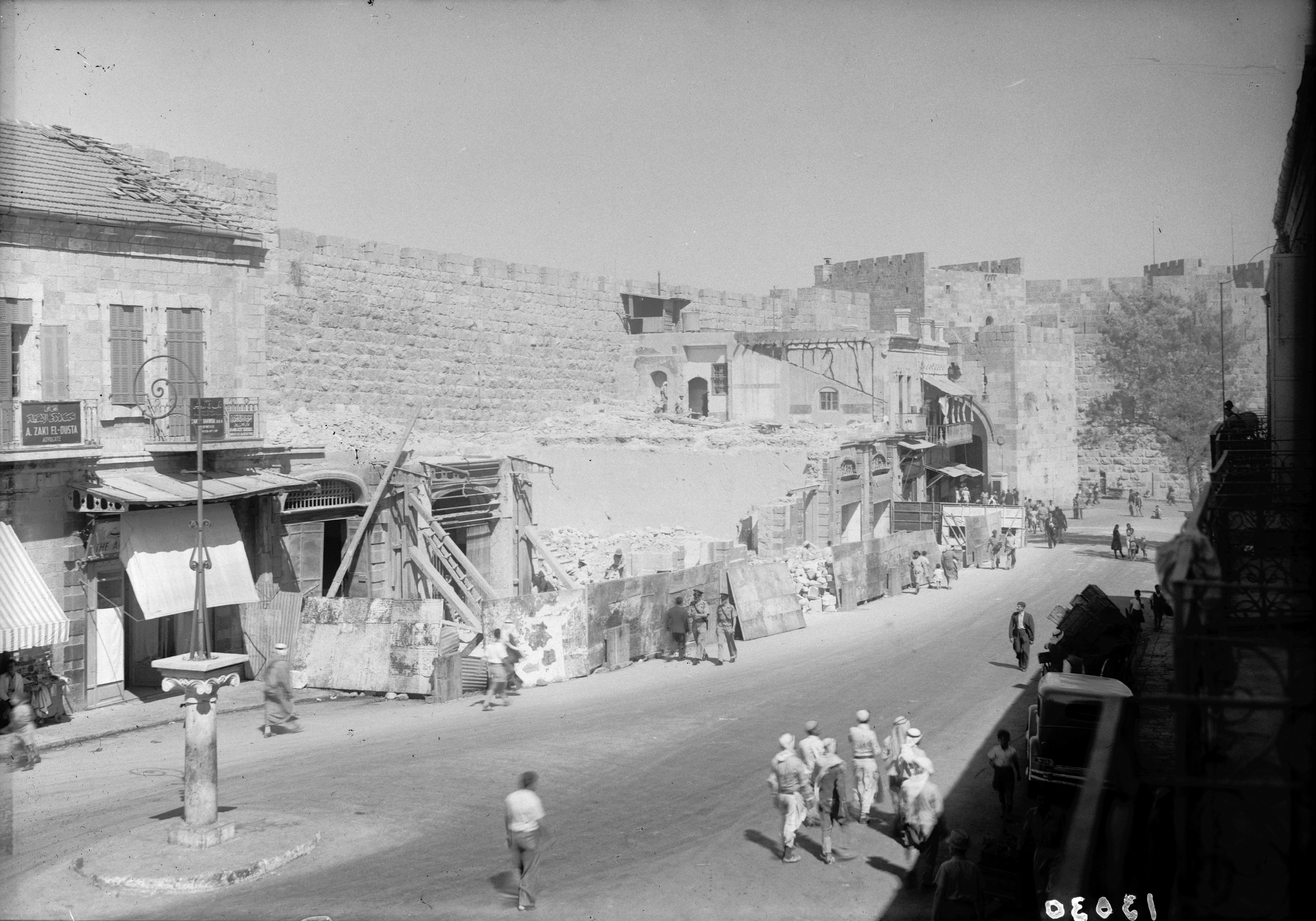
هدم المباني البريطانية على طول أسوار البلدة القديمة، 1944.

لقد جاء البريطانيون الذين وصلوا إلى القدس بفلسفة عقلانية لتخطيط البنية التحتية وتطويرها، تحترم التراث الثقافي والتاريخي وتحاول الحفاظ على هذه العناصر داخل البناء المزدهر للمدينة الحديثة. وقد تم تحديد أسوار المدينة كجزء من هذا التخطيط، لذا قام العمال البريطانيون بتفريغ الأكشاك على محيطهم والمحافظة على منطقة مفتوحة بين الأسوار وبقية المدينة الجديدة بغرض الحصول على منظر بصري مبهج من الناحية الجمالية. وعلى نفس المنوال، قام المخططون بهدم برج الساعة العثماني للحفاظ على خط أفق تاريخي.

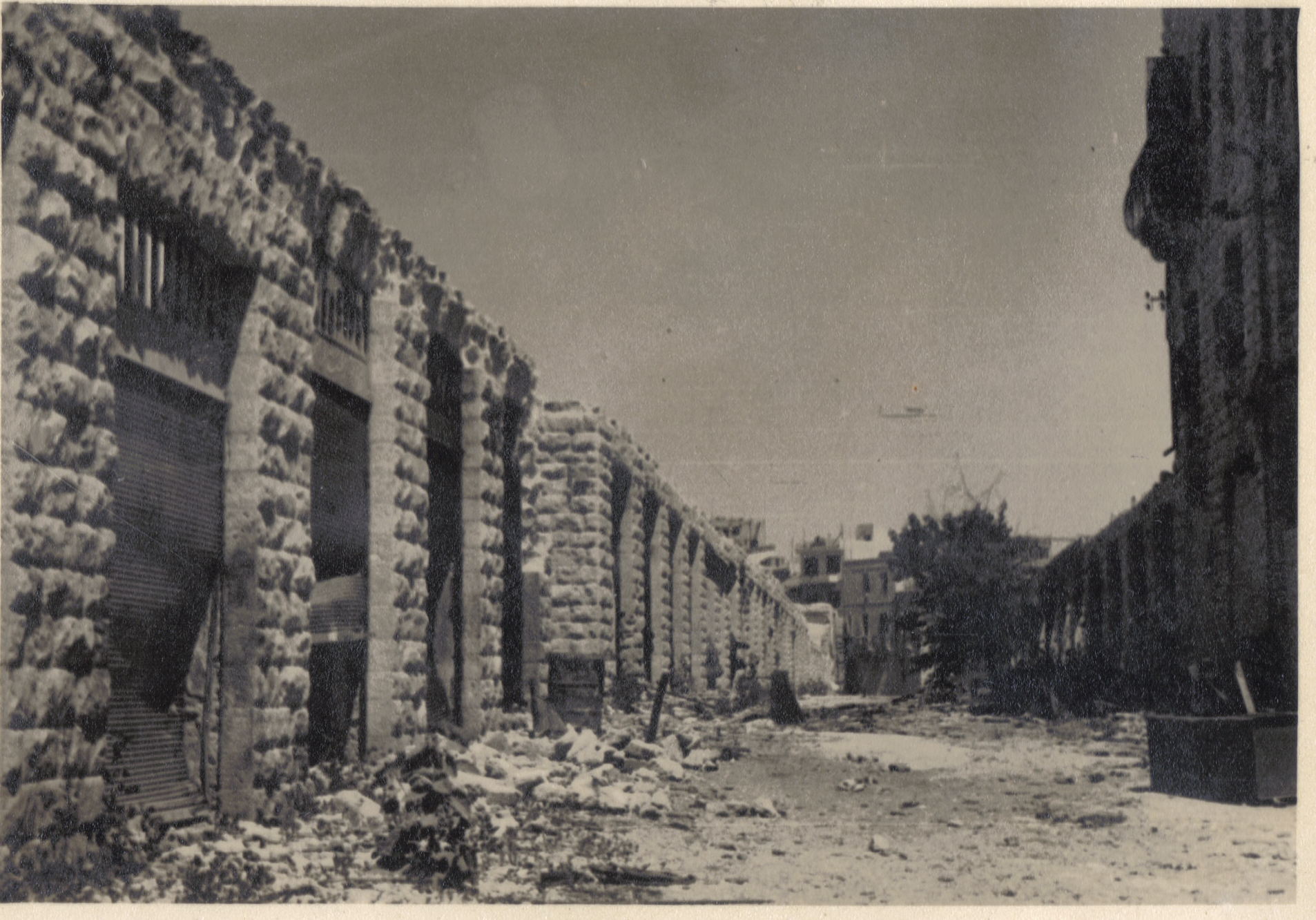
مأمن الله في حالة خراب، حوالي 1949.

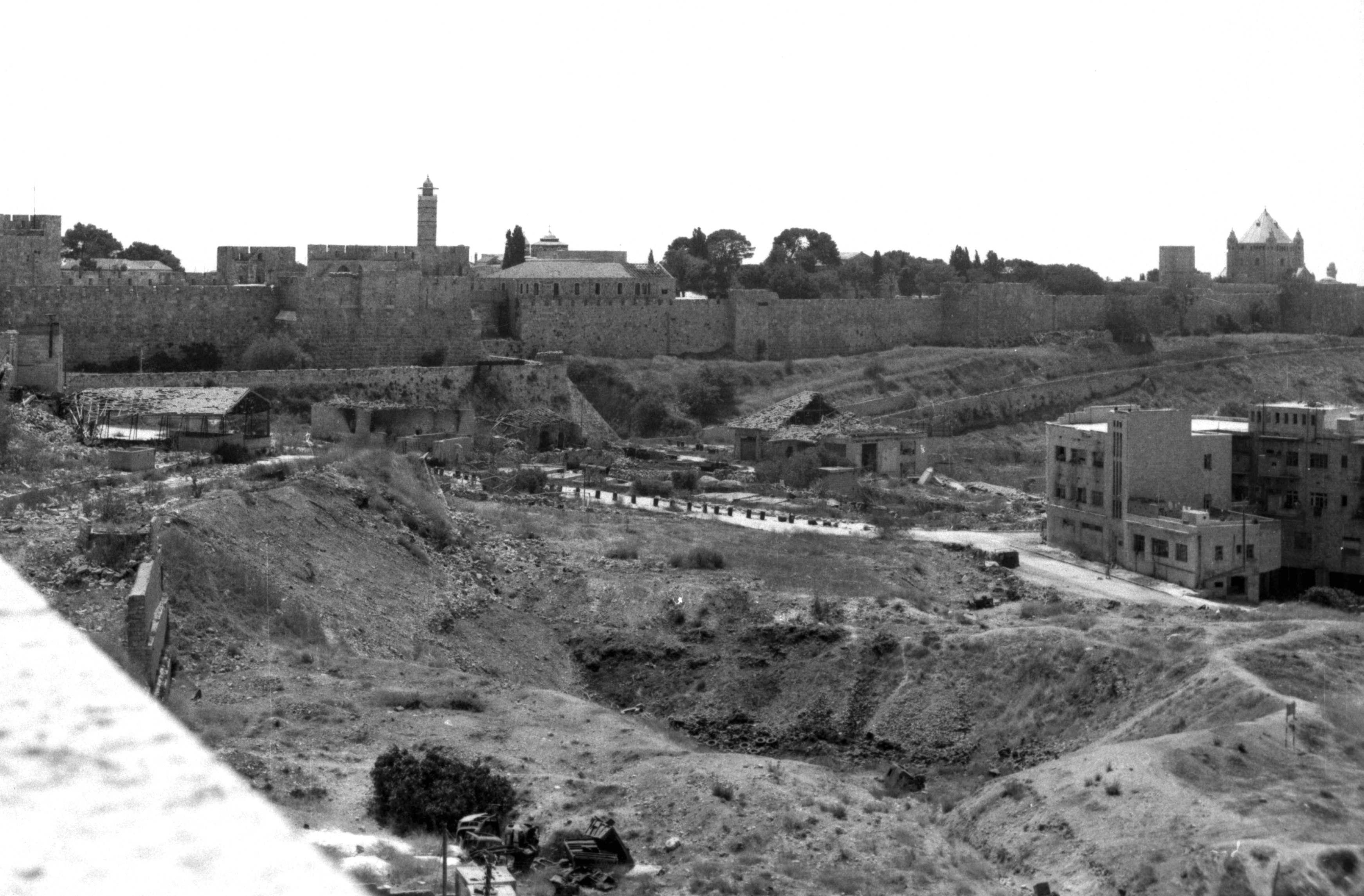
المنطقة المحرمة في القدس، بين إسرائيل والأردن. وتبين الصورة (التي اُلتقطت عام 1964 تقريباً) سور البلدة القديمة وكنيسة رقاد السيدة العذراء (في أقصى اليمين) وبرج القلعة (يسار الوسط). أُخدت الصورة من مبنى قسم الجيولوجيا، من الجامعة العبرية في القدس، الذي يقع في شارع مأمن الله.

بعد الموافقة على قرار الأمم المتحدة لتقسيم فلسطين لعام 1947، قامت مافيا عرب بنهب وحرق جزء كبير من المنطقة وطعن بعض سكانها اليهود في إطار أعمال الشغب التي اندلعت في القدس عام 1947، وهي واحدة من الأحداث التي أدت إلى الركود الذي استمر عقوداً في المنطقة.

### الفترة الأردنية
مع بداية الحرب العربية الإسرائيلية عام 1948، جُعل موقع الجوار بين القوات الإسرائيلية والأردنية منطقة قتال، مما أدى إلى هروب كل من اليهود والعرب المقيمين في المنطقة. في 22 مايو 1948، اُغتيل القنصل الأمريكي توماس سي. واسن بعد مغادرته القنصلية الفرنسية في منطقة مأمن الله. بعد توقيع اتفاقيات الهدنة لعام 1949 وتقسيم القدس، احتلت إسرائيل ثلاثة أرباع مأمن الله الغربية وأصبح الربع الشرقي منطقة محرمة من الأسلاك الشائكة ومتاريس خرسانية بين الخطوط الإسرائيلية والأردنية. وقد أدى النشاط والعداء على مستوى الحدود إلى إخضاع مأمن الله لقنص أردني وهجمات حرب العصابات، إضافة إلى إلقاء الحجارة من طرف الفيلق العربي من أسوار البلدة القديمة. كان الحي واحداً من عدة مناطق حدودية في المدينة عرفت انخفاضاً حاداً في عدد السكان، وأصبح بعد ذلك موطناً لعائلات المهاجرين الجدد مع العديد من الأطفال وذوي القدرات المالية الضعيفة، فضلاً عن الصناعات الخفيفة القذرة مثل تصليح السيارات. خلال هذه الفترة، كان السكان المهاجرون إلى مأمن الله من الأكراد في المقام الأول وأطفالهم الإسرائيليين.

### إعادة التوحيد والتجديد الحضري
بعد حرب الأيام الستة، تم توسيع حدود بلدية القدس لتشمل البلدة القديمة وما وراءها. تم هدم المتاريس التي كانت موضوعة في الحدود. وكانت العديد من المباني على الطرف الشرقي من مأمن الله في حالة من الفوضى بسبب القتال وقلة الصيانة. وقد تم نزع ملكية العديد من المباني التاريخية للمنفعة العامة، وأحدها كان بيت ستيرن، الذي كان يأوي الزعيم الصهيوني ثيودور هرتزل خلال زيارته عام 1898. ومع ذلك، أدى الاحتجاج الشعبي إلى مشاركة المحكمة العليا التي قامت بالتفكيك وإعادة التجميع المؤقت بالقرب من هذا المعلم التاريخي.

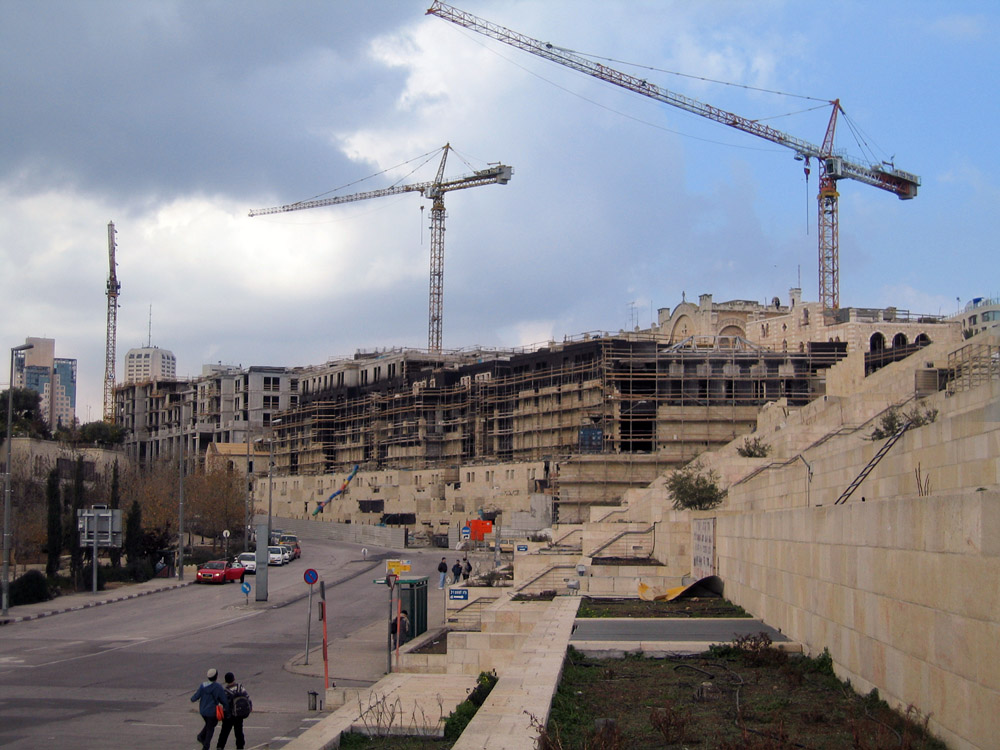
شرفة ومرآب السيارات مغطى بحجر القدس مع البناء في الخلفية، يناير 2007.

شهدت السبعينات العديد من المقترحات لإعادة تأهيل الحي، وقد تم تعريفها على أنها منطقة ذات أولوية عالية لجهود إعادة الإعمار. وقد وضعت الإدارة المسؤولة عن الحفظ والبناء في البلدة القديمة مأمن الله تحت ولايتها أيضاً، بسبب قربها وانطباق العديد من الاعتبارات عليها والتي كان البريطانيون يفكرون بها عند تنظيم تطورها. قامت خطة رئيسية عام 1972 لتنشيط مركز المدينة بتحويل 100 من 120 دونم (0.1 كيلومتر مربع (0.04 ميل مربع)) إلى كارتا، حيث كلفت الشركة البلدية المعماريان جيلبرت ويل وموشيه صفدي بالمشروع، ودعت إلى تدمير كل مباني تكية سانت فنسنت دي بول الفرنسية. وقد دعت الخطة إلى إنشاء نظام للشوارع تحت الأرض، ومبانٍ فوق الأرض للمكاتب والمتاجر، وممشى ومواقف تتسع لـ1000 سيارة، ومحطة للحافلات.
أثارت هذه الخطة انتقادات واسعة في جميع أنحاء حكومة المدينة، رغم أن رئيس البلدية تيدي كوليك قدم دعماً سياسياً كاملاً للخطة. عندما قام نائب العمدة ميرون بنفينستي بتكليف المعماري ديفيد كرويانكر بخطة أكثر محافظة تقوم على أساس الواجهاتية، قام العمدة برفعها فوراً دون أي نقاش. وطردت «كارتا» 700 أسرة ومؤسسات مجتمعية وتجارية ووضعوهم في الأحياء التي كانت في مرحلة التطور مثل باكا والنبي يعقوب ونقلوا الصناعة إلى تل بيوت، وهي بذرة المنطقة الصناعية الحالية. كانت عمليات الإخلاء تكلف الحكومة الإسرائيلية أكثر من 60 مليون دولاراً ولم تكتمل إلا في عام 1988، حيث لم تعد مأمن الله تُعتبر حياً، وبدلاً من ذلك أصبحت «مجمعًا» مُقرَّراً لبناء المستقبل.

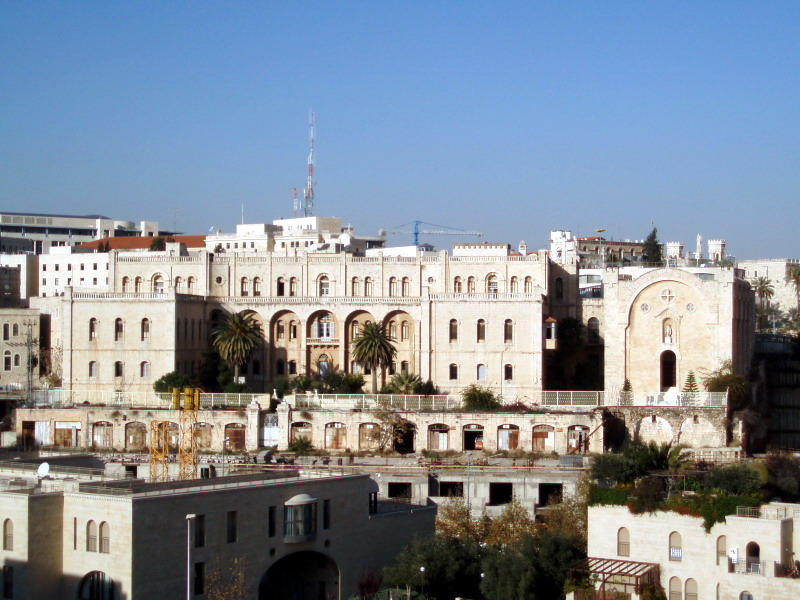
تكية سانت فنسنت دي بول، مأمن الله.

كان معظم السكان الذين تم إخلاؤهم من المهاجرين اليهود من الدول العربية الذين جعلهم وضعهم المالي الضعيف عرضة لمخاطر خطة كوليك. كان يُنظر إلى الزيادة الحادة في القيم العقارية للمناطق التي كانت مكتظة في السابق مثل مأمن الله بالقرب من خط الهدنة السابق والبلدة القديمة من قبل اليهود المزراحيين الذين تم إخلاؤهم كظلم. أصبح هذا الأمر قضية أساسية في الاضطرابات الاجتماعية الإسرائيلية في السبعينات وتأسيس حركة الفهود السود في إسرائيل.

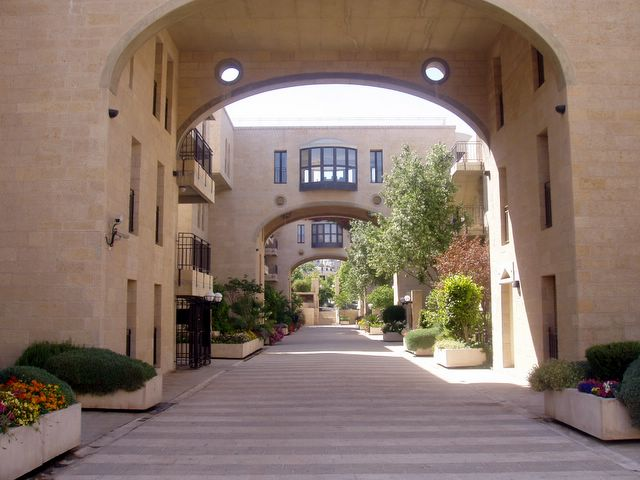
شقق راقية في قرية داوود مع أقواس وأزقة تشبه تلك التي في البلدة القديمة.

بعد 16 سنة من الجدل، حيث ظل مشروع مأمن الله نصف مشيد في قلب المدينة، تقدمت الخطة المُعدَّلة التي وضعها المهندس المعماري موشيه صفدي مع عناصر من التصميم المحافظ لكرواينكر إلى الأمام في عام 1986. دعت الخطة الجديدة إلى مجمع مقسم إلى أربع مناطق: مركز تجاري في الهواء الطلق مع مبان متعددة الاستخدامات من 3 إلى 6 طوابق وموقف سيارات متعدد الطوابق ومباني سكنية متلاصقة وفندقين على طول حدودها مع وسط المدينة. فازت مجموعة لادبروك كورال البريطانية، التي تسيطر على شركة فنادق هيلتون، بالمناقصة لبناء الفندق الرئيسي للمشروع (اسمه فندق هيلتون القدس في الأصل ويُطلق عليه الآن اسم فندق قلعة داوود) ومساكنه، والتي بنتها كحي سكني مغلق اسمه قرية داوود ((بالعبرية: כּֽפָר דָּוִד)، كفار ديفيد).
أدت الخلافات العديدة بين كارتا ولادبروك إلى خروج الشركة البريطانية من المشروع، وتولى أسهمها ألفريد أكيروف صاحب شركة ألروف. ومع ذلك، فإن المزيد من الاعتراضات من مصادر عديدة - بما في ذلك الجماعات الدينية المعارضة لبناء منطقة ترفيهية قريبة جداً من البلدة القديمة واحتمال تشغيلها في يوم السبت اليهودي - أبقت البناء في الزحف. واتهم كل من ألروف وكارتا بعضهما بعضاً بخرق العقد ورفع دعوى قضائية. بعد سنوات من البناء المُجمد والوساطة، وجدت محكمة منطقة القدس أجزاء من شكاوى كلا الطرفين مبررة وأمرت شركة كارتا بدفع 100.000 شيكل لشركة ألروف، مما سمح باستئناف البناء.
شهد 28 مايو 2007 افتتاح المرحلة الأولى من مركز التسوق وجزء من الكورنيش الذي يبلغ طوله 600 متر. كان من المُقرَّر الانتهاء من بناء ما تبقى من الكورنيش، وإعادة بناء بيت ستيرن والبناء الآخر، بما في ذلك الفندق الثاني الذي يضم 207 غرفة من خمس نجوم، في ربيع عام 2008.
مثل العديد من الأحياء الفاخرة الأخرى في المدينة، فإن معظم الشقق في مشروع تطوير قرية داوود مملوكة للأجانب الذين يزورونها لبضعة أيام أو أسابيع فقط في السنة. يؤكد المنتقدون أن هذا يجعلها مدينة أشباح في وسط المدينة.
تُعد مأمن الله أيضاً موقعاً لمركز سيمون فيزنتال في مركز الكرامة الإنسانية، وهو مشروع مثير للجدل لأن بناءه يتطلب بناء جزء من مقبرة إسلامية قديمة.

## المعالم

### مول مأمن الله

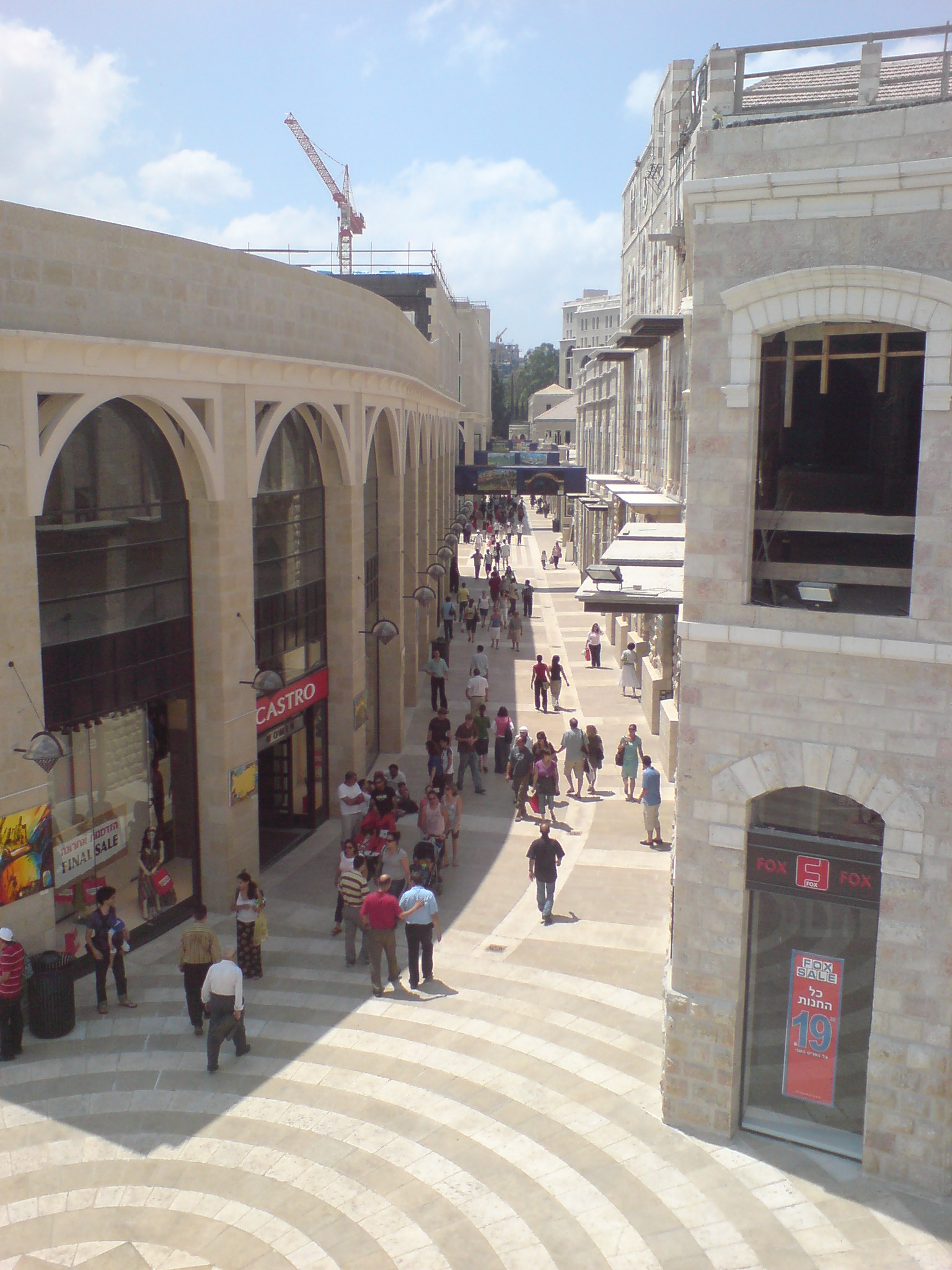
شارع التسوق في مأمن الله.

يُعتبر مركز مأمن الله للتسوق أو مول مأمن الله الذي تبلغ تكلفته 150 مليون دولار، والمخصص للمشاة فقط، وجهة فاخرة على طراز روديو درايف أو ذا غروف في لوس أنجلوس. ويبلغ ثمن استئجار مساحة تجارية في المركز من 40 إلى 80 دولاراً لكل متر مربع حيث تتواجد فيه حوالي 140 شركة، بما في ذلك الأسماء الدولية مثل رولكس، ماك لمستحضرات التجميل، إتش ستيرن، نايكي، رالف لورين، نوتيكا، بيبي وتومي هيلفيغر، فضلاً عن السلاسل المحلية مثل كاسترو، رونين تشن، ستيماتزكي للكتب، ومقهى ريمون. ومن المُقرَّر أن يضم المركز أيضاً مسرح آيماكس. اُفتتح أول متجر لشركة جاب في إسرائيل في مول مأمن الله في أغسطس 2009.

### مقبرة مأمن الله
مقبرة مأمن الله هي مقبرة عريقة في مدينة القدس
من أحد الأشیاء التي جعلت مأمن الله تختلف عن باقي الاحیاء التي موجودة في مدینة القدس ھي المقبرة، ودفن عدد من الصحابة والعلماء والفاتحین الذي كانوا بجانب صلاح الدین الایوبي. منذ تم احتلال مدینة القدس المؤسسات الإسرائیلیة تحاول بمسح اثار المقبرة واثارھا حتى ان في یومنا ھذا لم یتبقى إلى خمس بالمئة من القبور التي كانت سابقا ومساحة المقبرة تبقى منھا فقط ثمن المساحة الاصلیة. ھناك بركة في حي مأمن الله بجوار المقبرة والتي كان استخدامھا للطھارة وتجمیع المیاه.

### متنزه تيدي
متنزه تيدي أو تيدي بارك ويُعرف أيضاً باسم متنزه تيدي كوليك (بالعبرية: פארק טדי)، هي حديقة عامة تقع قبالة البلدة القديمة وبرج القلعة، وهي تابعة لمجمع هوتزوت هيوتزر أرتيستس في متنزهات وحدائق ميتشل. تم تطوير المتنزه من قبل مؤسسة القدس تخليداً لذكرى رئيس بلدية القدس، تيدي كوليك، واُفتتح للعامة في عام 2013.

## السكان البارزون
- أوري ماميليان هو لاعب كرة قدم سابق ومدرب حالي.[24]

## قراءة معمقة
- Kroyanker، David (2009). Mamilla: Prosperity، Decay and Renewal - the Alrov Mamilla Quarter. Keter pub.
- "Grand Opening of Jerusalem's Mamilla Alrov Quarter Promenade". 5 Towns Jewish Times. 7 يونيو 2007. مؤرشف من الأصل في 2007-09-28.
- Petersburg، Ofer (21 مايو 2007). "Jerusalem flat sold for record $9 million". Ynetnews. مؤرشف من الأصل في 2018-06-26.
- Cashman، Greer Fay (20 يونيو 2006). "Business Scene". جيروزاليم بوست. ص. 18.
- Lichtman، Gail (2 سبتمبر 2005). "Mamilla Blues". جيروزاليم بوست. مؤرشف من الأصل في 2012-10-21.
- Human Skeletal Remains from the Mamilla cave، Jerusalem
- Encounters- David-s Village- Mamilla Jerusalem وزارة الخارجية الإسرائيلية
- "Mamilla sales reach $21.4 million. (Jerusalem Development (Mamilla) Company Ltd.)". Israel Business Today. 6 ديسمبر 1991. مؤرشف من الأصل في 2012-10-21.

## وصلات خارجية
- جولة افتراضية بتقنية HD في حي ألروف-مأمن الله
- إسرائيل شامير: بركة مأمن الله
- فندق مأمن الله:
- شارع ألروف-مأمن الله
- مشروع مأمن الله على موقع مختبر التصميم العمراني المعاصر